# Coxcatlán, Puebla
Coxcatlán là một đô thị thuộc bang Puebla, México. Năm 2005, dân số của đô thị này là 19764 người.